# Канада на летних Олимпийских играх 1924
Канада принимала участие в Летних Олимпийских играх 1924 года в Париже (Франция) в шестой раз за свою историю, и завоевала одну бронзовую, три серебряные медали.

## 02!Серебро
- Стрельба, мужчины — William Barnes, George Beattie, John Black, Robert Montgomery, Samuel Newton, Samuel Vance.
- Гребля, мужчины — Артур Белл, Роберт Хантер, Уильям Лэнгфорд, Харольд Литтл, Джон Смит, Уоррен Снайдер, Норман Тейлор, Уильям Уоллес, Айвор Кэмпбелл.
- Гребля, мужчины — Archibald Black, George Mackay, Colin Finlayson, William Wood.

## 03!Бронза
- Бокс, мужчины — Дуглас Льюис.

## Результаты соревнований

### Академическая гребля
Соревнования по академической гребле проходили на реке Сена в северо-западном предместье Парижа Аржантёе. В зависимости от дисциплины в финал соревнований попадал либо победитель заезда, либо гребцы, занявшие первые два места. В ряде дисциплин спортсмены, пришедшие на предварительном этапе к финишу вторыми, получали право продолжить борьбу за медали в отборочном заезде. В финале участвовали 4 сильнейших экипажа.
Мужчины
| Соревнование | Спортсмены  | Первый раунд | Первый раунд | Первый раунд | Отборочный заезд     | Отборочный заезд     | Отборочный заезд     | Финал                | Финал                |
| Соревнование | Спортсмены  | Заезд        | Время        | Место        | Заезд                | Время                | Место                | Время                | Место                |
| ------------ | ----------- | ------------ | ------------ | ------------ | -------------------- | -------------------- | -------------------- | -------------------- | -------------------- |
| одиночки     | Артур Белея | 2            | неизвестно   | 3            | завершил выступление | завершил выступление | завершил выступление | завершил выступление | завершил выступление |